# Hiroaki Hiraoka
Hiroaki Hiraoka, född den 6 februari 1985 i Hiroshima, Japan, är en japansk judoutövare.
Han tog OS-silver i herrarnas extra lättvikt i samband med de olympiska judotävlingarna 2012 i London.